# Zwarte glansstaartkolibrie
De zwarte glansstaartkolibrie (Metallura phoebe) is een vogel uit de familie Trochilidae (kolibries).

## Verspreiding en leefgebied
Deze soort komt voor van noordelijk Peru (Cajamarca) tot noordelijk Chili.